# DIGITALIST
DIGITALIST（デジタリスト）は、Sansan株式会社が運営するウェブマガジン。
主にデジタル・テクノロジーに関連したインタビューやコラム記事などを中心に掲載している。

## 概要
「進化は、ゆるやかに訪れる。」をコンセプトに、日常にわずかなアイデア（テクノロジー）をプラスすることで、働き方の進化と企業のビジネス変革を後押しするウェブマガジンとして運営。

## 特長
Sansan株式会社が提供する「オンライン名刺」を活用した、新世代エントリーフォーム「Smart Entry by Eightオンライン名刺」を会員登録などに採用。フォーム入力が不要となり、QRコードをスマートフォンで撮影するだけで手間なく正確な登録が可能となっている。さらに、会員情報に基づきパーソナライズされたニュースが閲覧できるなど、同社が開発したテクノロジーによってスマートなユーザー体験を提供する。